# العلاقات الدومينيكانية الغرينادية
العلاقات الدومينيكانية الغرينادية هي العلاقات الثنائية التي تجمع بين جمهورية الدومينيكان وغرينادا.

## مقارنة بين البلدين
هذه مقارنة عامة ومرجعية للدولتين:
| وجه المقارنة                                              | جمهورية الدومينيكان | غرينادا                                |
| --------------------------------------------------------- | ------------------- | -------------------------------------- |
| المساحة (كم2)                                             | 48.67 ألف           | 348                                    |
| عدد السكان (نسمة)                                         | 10.40 مليون         | 107.83 ألف                             |
| الكثافة السكانية (ن./كم²)                                 | 213.68              | 30.99 ألف                              |
| العاصمة                                                   | سانتو دومينغو       | سانت جورجز                             |
| اللغة الرسمية                                             | اللغة الإسبانية     | لغة إنجليزية، إنكليزية غرنادة المولدة ‏ |
| العملة                                                    | بيزو دومنيكاني      | دولار شرق الكاريبي                     |
| الناتج المحلي الإجمالي (بليون دولار)                      | 75.93 مليار         | 1.12 مليار                             |
| الناتج المحلي الإجمالي (تعادل القوة الشرائية) بليون دولار | 149.89 مليار        | 1.45 مليار                             |
| الناتج المحلي الإجمالي الاسمي للفرد دولار أمريكي          | 6.47 ألف            | 9.21 ألف                               |
| الناتج المحلي الإجمالي للفرد دولار أمريكي                 | 13.26 ألف           | 12.43 ألف                              |
| مؤشر التنمية البشرية                                      | 0.715               | 0.750                                  |
| رمز المكالمات الدولي                                      | +1809، +1829، +1849 | +1473                                  |
| رمز الإنترنت                                              | .do                 | .gd                                    |
| المنطقة الزمنية                                           | 00                  | 00                                     |

## منظمات دولية مشتركة
يشترك البلدان في عضوية مجموعة من المنظمات الدولية، منها:
| علم المنظمة | اسم المنظمة                                                          | تاريخ انضمام جمهورية الدومينيكان | تاريخ انضمام غرينادا |
| ----------- | -------------------------------------------------------------------- | -------------------------------- | -------------------- |
|             | تحالف الدول الجزرية الصغيرة                                          | ?                                | ?                    |
|             | وكالة حظر الأسلحة النووية في أمريكا اللاتينية ومنطقة البحر الكاريبي ‏ | ?                                | ?                    |
|             | الاتحاد البريدي العالمي                                              | ?                                | ?                    |
|             | يونسكو                                                               | 4 نوفمبر 1946                    | 17 فبراير 1975       |
|             | البنك الدولي للإنشاء والتعمير                                        | 18 سبتمبر 1961                   | 27 أغسطس 1975        |
|             | منظمة التجارة العالمية                                               | ?                                | ?                    |
|             | وكالة ضمان الاستثمار متعدد الأطراف                                   | 7 مارس 1997                      | 12 أبريل 1988        |
|             | منظمة الشرطة الجنائية الدولية                                        | ?                                | ?                    |
|             | مؤسسة التمويل الدولية                                                | 31 أكتوبر 1961                   | 28 أغسطس 1975        |
|             | الأمم المتحدة                                                        | 24 أكتوبر 1945                   | 17 سبتمبر 1974       |
|             | مجموعة دول أفريقيا والكاريبي والمحيط الهادئ                          | ?                                | ?                    |
|             | مؤسسة التنمية الدولية                                                | 16 نوفمبر 1962                   | 28 أغسطس 1975        |
|             | منظمة حظر الأسلحة الكيميائية                                         | ?                                | ?                    |